# Catedrala Adormirea Maicii Domnului din Baia Mare

Catedrala Adormirea Maicii Domnului (imagine de dinaintea adăugării pridvorului la intrarea principală)

Catedrala Adormirea Maicii Domnului din Baia Mare este un lăcaș de cult construit de credincioșii greco-catolici din Baia Mare între anii 1905-1911. Edificiul este declarat monument istoric (cod LMI MM-II-m-B-04471), alături de fostul palat episcopal (cod LMI MM-II-m-B-04472) și fosta școală confesională (cod LMI MM-II-m-B-04470), toate situate pe strada Vasile Lucaciu din municipiul Baia Mare.

## Istoric

Construcția Catedralei, 1908

Clădirea Episcopiei de Maramureș văzută din turnul catedralei

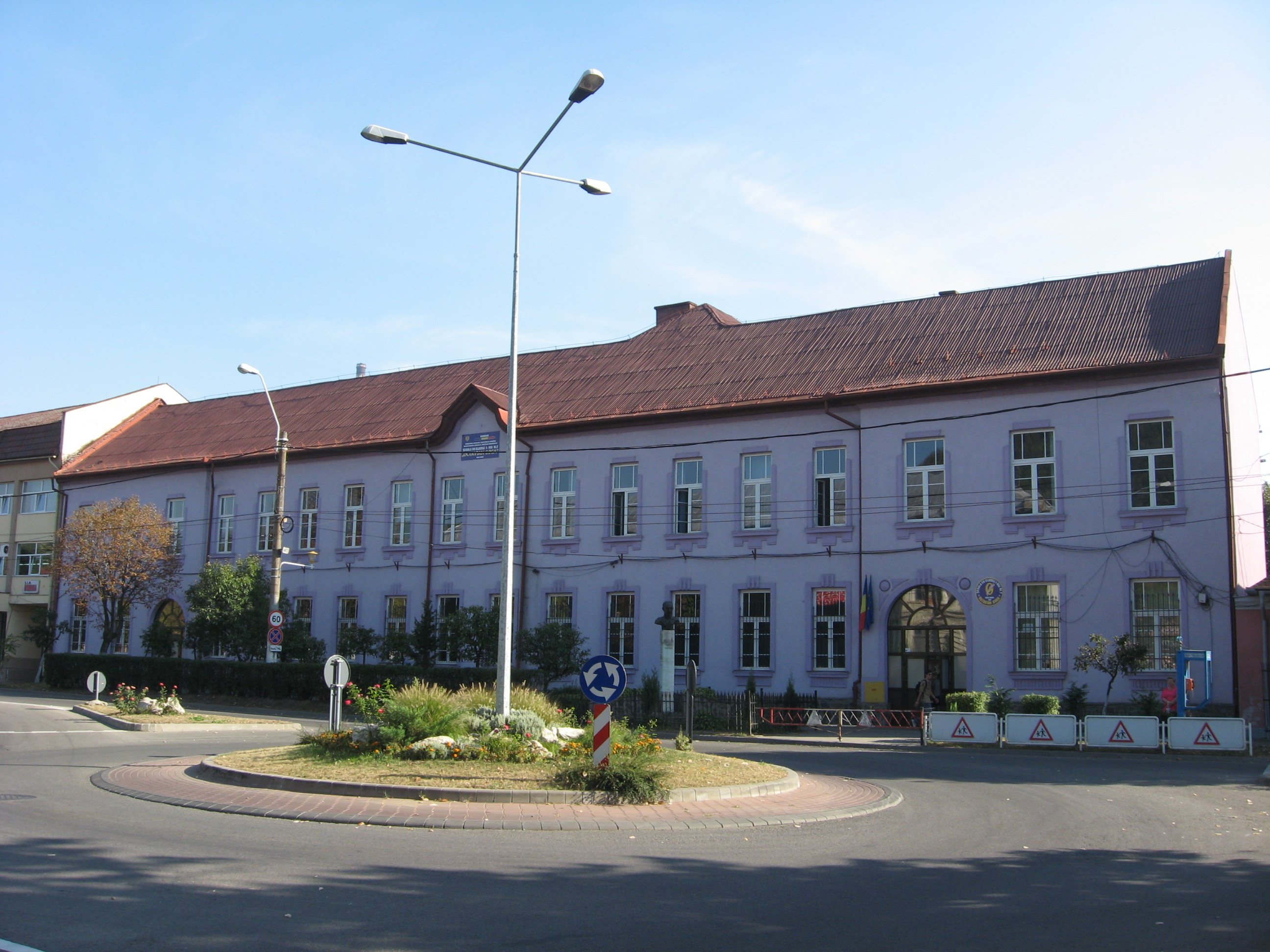
Fosta școală confesională a Episcopiei Greco-Catolice de Maramureș, actualmente Școala Generală Octavian Goga (fosta nr. 2)

Episcopul Alexandru Rusu a fost instalat în data de 2 februarie 1931, de sărbătoarea Întâmpinarea Domnului, în această catedrală, ca episcop al nou înființatei Episcopii de Maramureș, în cadrul unei ceremonii prezidate de Iuliu Hossu.
În data de 16 martie 1946 episcopul Alexandru Rusu a fost ales de sinodul electoral de la Blaj în funcția de mitropolit, însă alegerea nu a fost recunoscută de guvernul Petru Groza deoarece Alexandru Rusu era considerat de cercurile comuniste drept un apropiat al lui Iuliu Maniu, liderul opoziției anticomuniste din România. Între 1944-1948 episcopul Rusu a ținut în Catedrala din Baia Mare predici critice la adresa regimului comunist, fapt consemnat în rapoartele serviciilor secrete (Arhiva SRI, fond D, dosar 2325). În 29 octombrie 1948 a fost ridicat de la mănăstirea Sfântul Anton, unde primise o cameră de oaspeți după ce reședința sa episcopală din Baia Mare a fost evacuată la începutul lunii octombrie. În aceeași zi au fost arestați și vicarul general Ludovic Vida, protopopul Vasile Câmpeanu și canonicii Titus Berinde și Gheorghe Bob. Cei cinci au fost ridicați și trimiși la București.
În anul 1948, odată cu desființarea BRU, reședința episcopală greco-catolică din Baia Mare a fost transformată de autoritățile comuniste în întreprindere de tricotaje, iar catedrala a fost atribuită unei parohii ortodoxe, care o folosește ca biserică parohială.

## Revendicarea catedralei după 1990

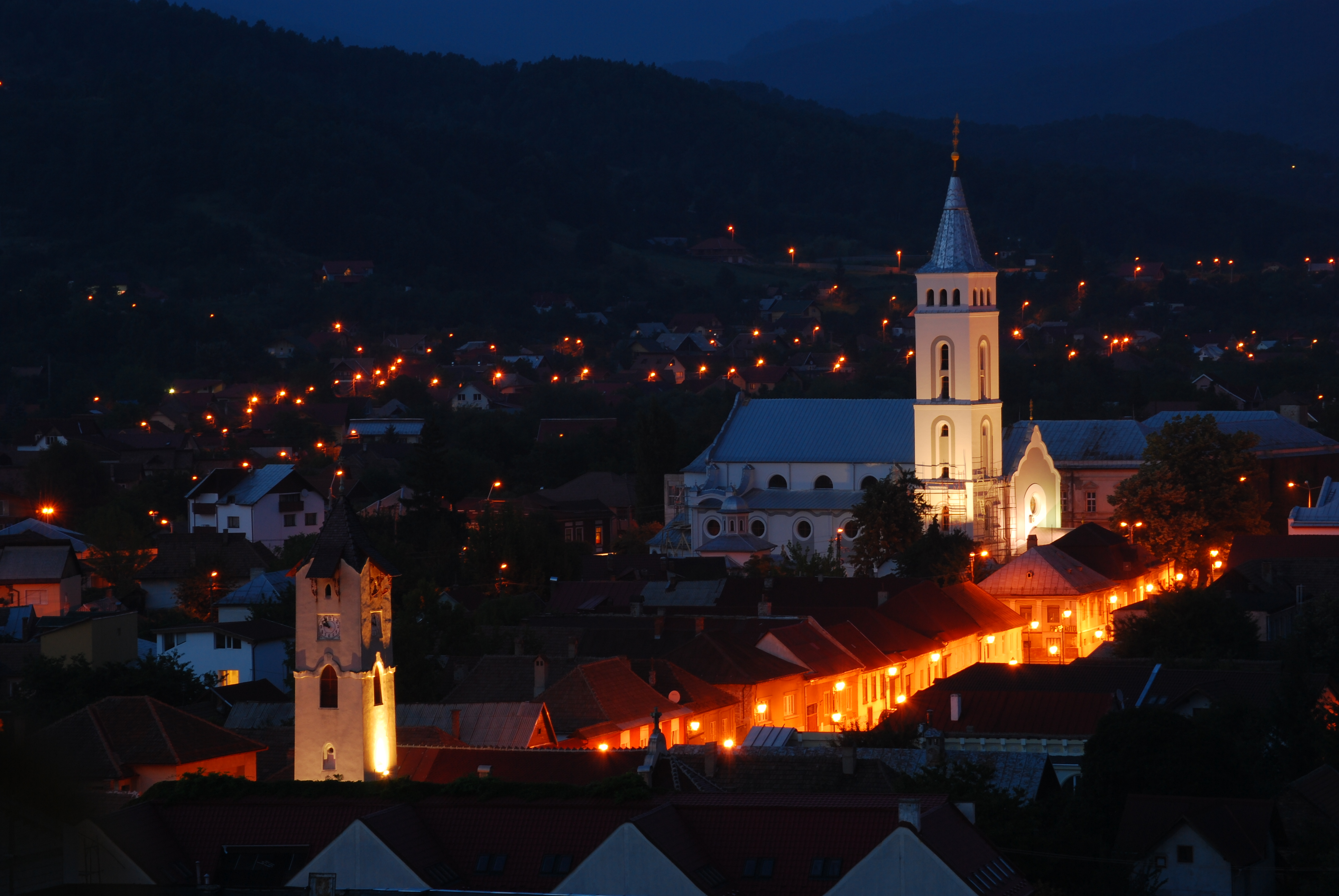
Vedere de noapte

Catedrala Adormirea Maicii Domnului din Baia Mare se numără între ultimele catedrale greco-catolice neretrocedate până în prezent, alături de Catedrala Episcopală din Gherla.
În data de 10 aprilie 2009 Episcopia Română Unită de Maramureș a introdus o cerere de revendicare imobiliară a lăcașului, în contradictoriu cu Parohia Ortodoxă Nr. 1 Baia Mare. În data 19 octombrie 2011 Tribunalul Maramureș a admis pe fond acțiunea în revendicare formulată de Episcopia Română Unită a Maramureșului și a dispus ca pârâta să predea reclamantei în deplină proprietate și posesie  imobilul situat în Baia Mare, str. Închisă nr. 11, Biserică Catedrală.
Curtea de Apel Cluj, prin decizia nr. 41/A/2012 din 28 martie 2012 a admis apelul pârâtei Parohia Ortodoxă Baia Mare și cererea de intervenție accesorie formulată în interesul pârâtei de intervenienta Asociația Foștilor Greco-Catolici în prezent ortodocși și a urmașilor lor împotriva sentinței civile nr. 1918 din 19 octombrie 2011 a Tribunalului Maramureș, pronunțată în dosarul numărul 1955/100/2009, pe care a schimbat-o în parte și în consecință a respins acțiunea în revendicare formulată de reclamanta Episcopia Română Unită cu Roma, Greco-Catolică a Maramureșului în contradictoriu cu pârâta Parohia Ortodoxă Baia Mare. Împotriva deciziei Curții de Apel Cluj au formulat recurs atât pârâta, cât și reclamanta, recursuri respinse de Înalta Curte de Casație și Justiție în data de 16 mai 2013.
Biserica Ortodoxă Română a programat pentru data de 21 august 2011 „resfințirea” catedralei, gest considerat drept un afront de către Episcopia Greco-Catolică de Maramureș, care a dat publicității un comunicat de presă în care și-a exprimat surprinderea și dezaprobarea. La eveniment și-a anunțat participarea Laurențiu Streza, mitropolit al Mitropoliei Ardealului. În data de 19 august 2011 episcopul Virgil Bercea, președintele comisiei greco-catolice de pregătire a dialogului cu BOR, a adresat o scrisoare deschisă patriarhului Daniel, în care își arată indignarea față de intenția Bisericii Ortodoxe Române de a resfinți catedrala greco-catolică din Baia Mare.
În data de 26 septembrie 2011 a fost dată publicității scrisoarea prin care academicianul Nicolae Breban, cetățean de onoare al municipiului Baia Mare, a protestat față de încercarea Bisericii Ortodoxe Române de a falsifica istoria respectivului lăcaș de cult, inclusiv prin îndepărtarea plăcii de marmură de la intrare care îl amintea pe canonicul greco-catolic Alexandru Breban, nașul său de botez, drept ctitor al bisericii.
În interviul din 14 ianuarie 2012, acordat de arhiepiscopul Lucian Mureșan cu ocazia ridicării sale în rangul de cardinal, acesta a deplâns în mod special nerestituirea Catedralei din Baia Mare.
Departamentul de Stat al Statelor Unite ale Americii a menționat în raportul de țară privind libertatea religioasă din data de 21 mai 2013 că reprezentanții Bisericii Greco-Catolice au afirmat că guvernul nu a răspuns în mod adecvat la plângerile de restituire a proprietăților și se dă ca exemplu decizia Curții de Apel Cluj din 28 martie 2012, de anulare a unei hotărâri de restituire a Catedralei din Baia Mare.

## Interiorul
Picturile din interiorul bisericii au fost realizate de artistul Gheorghe Busuioc. Între anii 2000-2003 pictura a fost întregită de Gheorghe Busuioc, elev al maestrului, pictorul Ioan Barna, care a păstrat același ton de capodoperă a picturii neo-bizantine, pictura fiind murală în tehnica ulei, iar în momentul de față, armonizându-se perfect cu picturile înaintedăinuitoare ale profesorului său (care până atunci era reprezentată de scene principale executate pe pânză și lipite pe zid).